# Amphiarius
Amphiarius is een geslacht van straalvinnige vissen uit de familie van christusvissen (Ariidae). Het geslacht is voor het eerst wetenschappelijk beschreven in 2007 door Marceniuk & Menezes.

## Soorten
- Amphiarius phrygiatus (Valenciennes, 1840)
- Amphiarius rugispinis (Valenciennes, 1840)